# Rhodobates pinkeri
Rhodobates pinkeri är en fjärilsart som beskrevs av Petersen 1987. Rhodobates pinkeri ingår i släktet Rhodobates och familjen äkta malar. Inga underarter finns listade.